# Giant González
Jorge González (Formosa, 31 januari 1966 - General José de San Martín, 22 september 2010), beter bekend als Giant González, was een Argentijns basketbalspeler en professioneel worstelaar, die bekend was in de World Wrestling Federation (WWF). Hij was een van de langste en misschien wel de zwaarste basketbalspeler(s) ooit. In basketbal werd hij gemeten op 7'7 of 231cm. Hij was ook een van de langste worstelaars ooit met zijn door het Guinness Book of Records gemeten 7'6 of 229cm. Hij leed aan een stoornis genaamd acromegalie. Bij mensen met deze ziekte produceert een meestal goedaardige hypofysetumor overmatig veel groeihormoon waardoor Jorge onnatuurlijk doorgroeide tot ±230cm en ±200kg. Door de locatie van de hypofysetumor kan druk op de oogzenuw ontstaan. Hierdoor werd Jorge blind.

## In worstelen
- Finishers
  - Chokeslam
  - The Claw (Clawhold)
  - Cutter

- Signature moves
  - Big boot
  - Overhead chop

- Manager
  - Harvey Wippleman

## Erelijst
- Wrestling Observer Newsletter awards
  - Worst Feud of the Year (1993) vs. The Undertaker